# Борове-Хшчани
Борове-Хшчани (пол. Borowe-Chrzczany) — село в Польщі, у гміні Кшиновлоґа-Мала Пшасниського повіту Мазовецького воєводства.
Населення — 57 осіб (2011).
У 1975-1998 роках село належало до Остроленцького воєводства.

## Демографія
Демографічна структура станом на 31 березня 2011 року:
|          | Загалом | Допрацездатний вік | Працездатний вік | Постпрацездатний вік |
| -------- | ------- | ------------------ | ---------------- | -------------------- |
| Чоловіки | 32      | 6                  | 24               | 2                    |
| Жінки    | 25      | 1                  | 16               | 8                    |
| Разом    | 57      | 7                  | 40               | 10                   |